# Cuerpos cavernosos
Los cuerpos cavernosos constituyen un par de columnas de tejido eréctil, que se llenan de sangre durante la erección, situadas en la parte superior del pene y en el clítoris.

## En la anatomía masculina
Los cuerpos cavernosos se extienden a lo largo de todo el pene, desde el hueso púbico hasta el glande. Estas estructuras se componen de tejido eréctil que contiene espacios irregulares llenos de sangre y están separadas entre sí por tejido mesenquimatoso. Existe una tercera columna más pequeña llamada cuerpo esponjoso; ubicada en la parte inferior del pene, contiene la uretra y forma el glande.
Circunstancialmente, la liberación de óxido nítrico precede la relajación de los músculos en los cuerpos cavernosos y en el esponjoso. Posteriormente, durante la erección, el tejido eréctil se llena de sangre, la cual proviene de las arterias y se distribuye por toda la longitud del pene. Un poco de sangre entra en el cuerpo esponjoso; los cuerpos cavernosos se expanden aumentado de diámetro y longitud y absorbiendo el 90% de la sangre aportada por las arterias al pene. La función del cuerpo esponjoso es la de prevenir la compresión de la uretra durante la erección.
La sangre solo puede dejar el tejido eréctil a través de un sistema de drenaje de venas, ubicadas en su mayoría en la pared externa de los cuerpos cavernosos. El tejido eréctil presiona la túnica albugínea —un tejido compacto circundante—, comprimiendo, de esta manera, las venas y evitando el drenaje de la sangre en grandes cantidades. Como resultado de la erección, el pene se vuelve rígido y más grande, y el glande, la parte final expandida del cuerpo esponjoso, se hace más maleable debido a que la túnica albugínea es más fina allí que en cualquier otra parte del pene.

## En la anatomía femenina
El clítoris contiene tejido eréctil en dos cuerpos cavernosos, los cuales tienen una estructura muy similar a los ubicados en el pene de los varones. En algunos casos, la relajación de la arteria cavernosa y los músculos cercanos se produce al liberarse óxido nítrico en un proceso parecido al masculino. Luego, más sangre comienza a fluir a través de las arterias en la zona genital, la presión en los cuerpos cavernosos se incrementa y el clítoris se hace más grande debido al suministro de un mayor volumen de sangre.